# Eiserner Mann (Kottenforst)

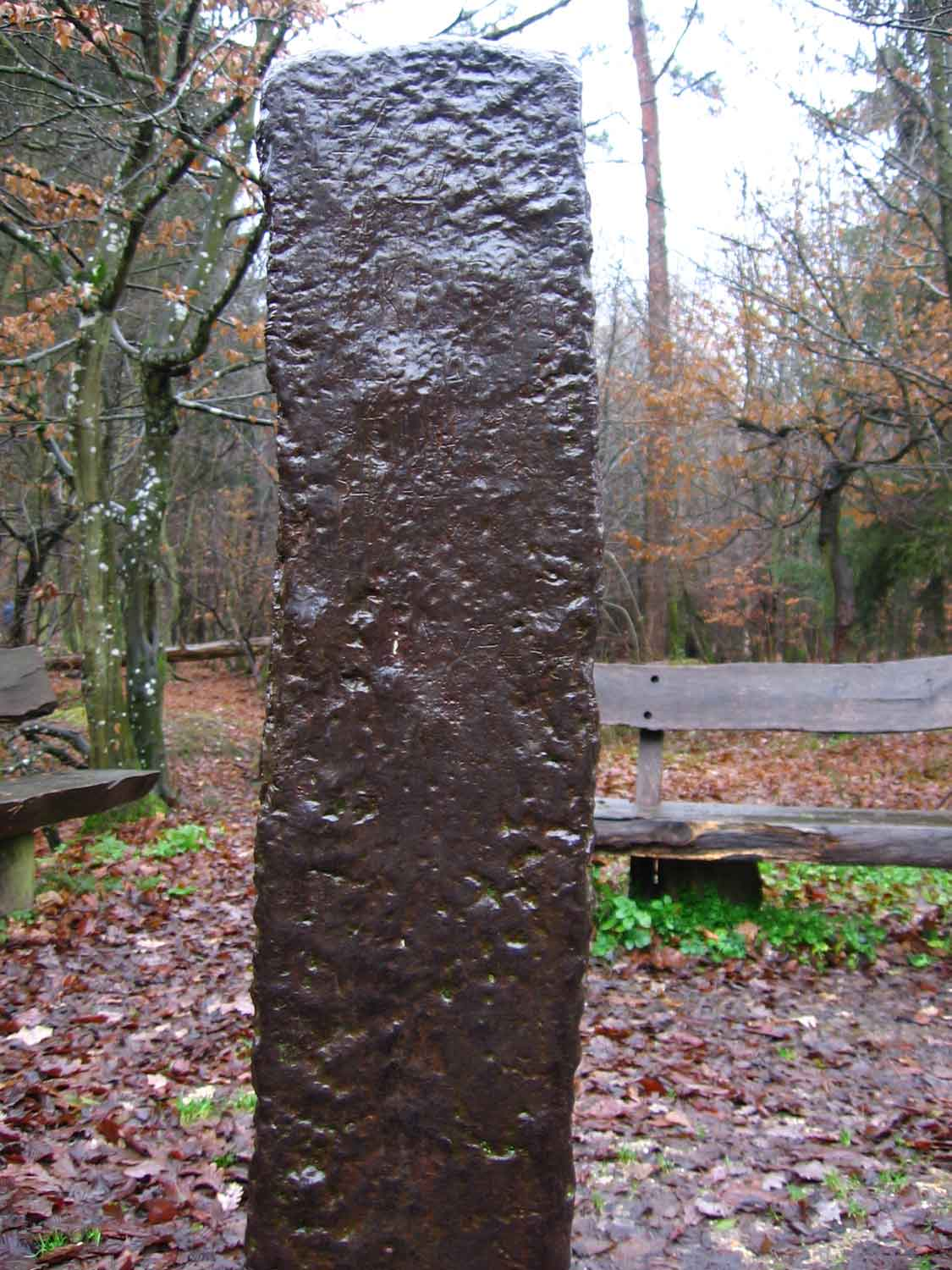
Als der „Eiserne Mann“ bezeichnete Eisenstele

Der Eiserne Mann ist eine ca. 1,20 m aus dem Boden ragende und 15 × 15 cm messende Stele aus Eisen, die im Kottenforst an einem Wegeknotenpunkt nördlich von Buschhoven und östlich von Dünstekoven in der Gemarkung Heimerzheim (Gemeinde Swisttal) in Nordrhein-Westfalen aus dem Boden ragt.

## Genauere Beschreibung
Sie ist insgesamt 2,18 m lang, das vergrabene Ende ist T-förmig und dient so der besseren Verankerung im Boden. Es handelt sich, so wird vermutet, um einen Vermessungspunkt, eine Grenzmarkierung oder ein Mahnmal. Urkundlich erwähnt wurde die Stele erstmals 1625, sie diente lange als Orientierungspunkt für die Grenze zwischen den Gemeinden Heimerzheim und Alfter. Eine Untersuchung aus dem Jahre 1978 weist darauf hin, dass es sich um Holzkohlenroheisen handelt, das in eine offene Erdrinne in Barrenform ausgegossen wurde. Dies ist eine Technik, die im späten Mittelalter und in der frühen Neuzeit, aber noch nicht in der Römerzeit, angewendet wurde.

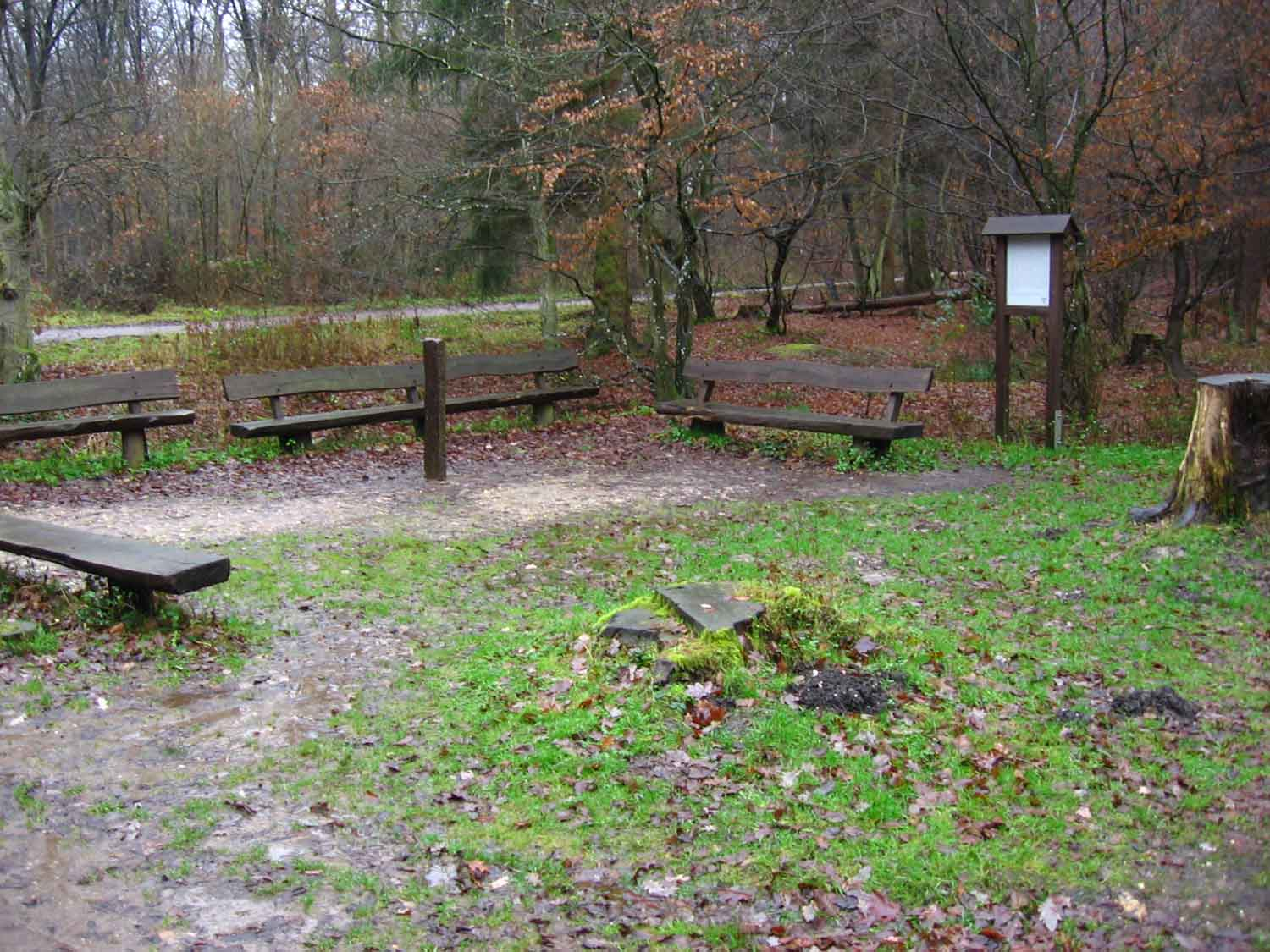
Der Eiserne Mann

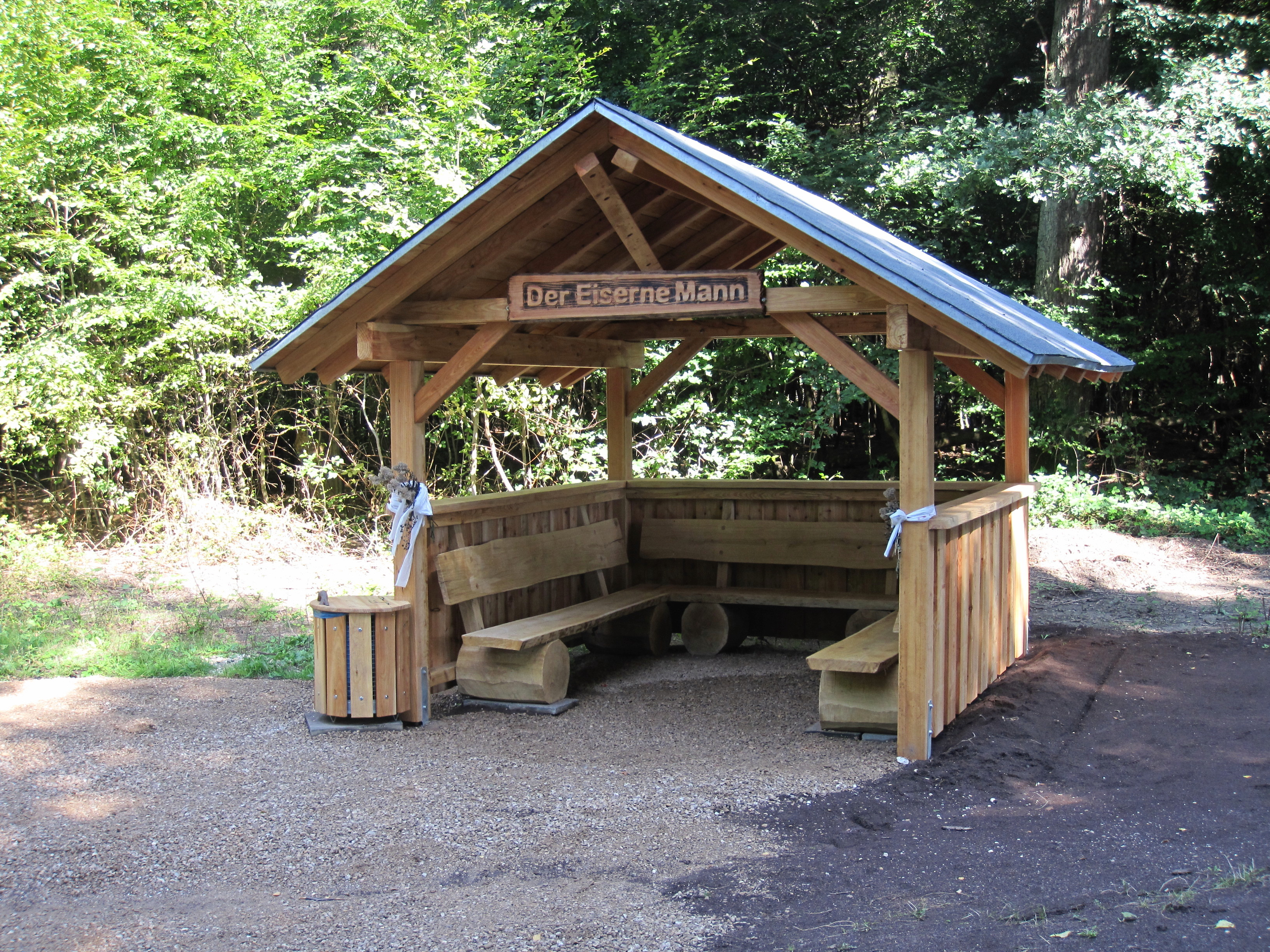
Neue Schutzhütte Eiserner Mann (2015)

Bemerkenswert ist die exakte Ausrichtung der Sichtachse von Schloss Augustusburg in Brühl und dessen Barockgarten auf den Eisernen Mann. Möglicherweise wurde der Eiserne Mann in diesem Zusammenhang im Jahr 1727 versetzt, als im Kottenforst auch ein neues Wegesystem zur Parforcejagd angelegt wurde.
Am Eisernen Mann kreuzen sich mehrere Wald- und Wanderwege. Auch die römische Eifelwasserleitung nach Köln verläuft in unmittelbarer Nähe. Er ist ein beliebter Treffpunkt und Rastplatz. In seinem unmittelbaren Umfeld befinden sich Sitzgelegenheiten sowie eine Schutzhütte. Anfang 2015 wurde hier vieles durch Vandalismus zerstört. Im Juli 2015 begannen umfangreiche Wiederherstellungsarbeiten.
Es ranken sich zahlreiche Legenden um die nicht vollständig geklärte Geschichte der Eisenstele; in diesem Zusammenhang bestehen in den umliegenden Dörfern auch mehrere Brauchtümer.